# Royuela
Royuela è un comune spagnolo di 230 abitanti situato nella comunità autonoma dell'Aragona.